# Plainfield (Iowa)
Plainfield – miasto w Stanach Zjednoczonych, w stanie Iowa, w hrabstwie Bremer. W 2000 roku liczyło 438 mieszkańców.